# Foveon
Foveon, Inc (Фо́веон инкорпоре́йтд) — компания-производитель уникального фотосенсора Foveon X3. Основана в 1997 году, находится в городе Санта-Клара, штат Калифорния.
Первоначально Foveon, Inc. была известна под названием «Foveonics». Название происходит от англ.  и лат. fovea — центральная ямка сетчатки глаза, обеспечивающая наиболее чёткое изображение.
Американский писатель Джордж Джилдер посвятил истории основания компании книгу «The Silicon Eye».
С 11 ноября 2008 года 100 % акций Foveon, Inc принадлежат японской корпорации Sigma Corporation.

## Камеры, использующие матрицы foveon

### Беззеркальные
- Sigma sd Quattro
- Sigma sd Quattro H

### Зеркальные (SD-серии)
- Sigma SD9
- Sigma SD10
- Sigma SD14[3][4]
- Sigma SD15
- Sigma SD1[5]

### Компактные (DP-серии)
- Sigma DP1 (DP1s, DP1x)
- Sigma DP2 (DP2s, DP2x)
- Sigma DP1 Merrill
- Sigma DP2 Merrill
- Sigma DP3 Merrill
- Sigma DP0 Quattro
- Sigma DP1 Quattro
- Sigma DP2 Quattro
- Sigma DP3 Quattro
- Polaroid x530
- Hanvision HVDUO-5M
- Hanvision HVDUO-10M